# Falácia de premissas exclusivas
A falácia de premissas exclusivas é uma falácia silogista cometida num silogismo categórico que é inválido pois ambas as premissas são negativas.
Exemplo de um silogismo tipo EOO-4 inválido
Preposição E: Nenhum gato é cão.
Preposição O: Alguns cães não são animais de estimação.
Preposição O: Portanto, alguns animais de estimação não são gatos.
Explicação do Exemplo 1:
Isto pode parecer uma conclusão lógica, pois parece ser logicamente derivado que se Alguns cães não são animais de estimação, então certamente alguns são animais de estimação, senão, a premissa teria declarado "Nenhum cão é animal de estimação", e se alguns animais de estimação são cães, então nem todos os animais de estimação podem ser gatos. Mas se esta assunção é aplicada à declaração final então concluímos que: alguns animais de estimação são gatos. Mas isto não é apoiado por nenhuma das premissas. Gatos não sendo cães, e o estado de cães como animais de estimação ou não, não tem a ver com se gatos são animais de estimação. Duas premissas negativas não podem dar uma fundação lógica para uma conclusão, pois vão invariavelmente ser declarações independentes que não podem ser diretamente relacionadas, assim o nome 'Premissas Exclusivas'. É deixado mais claro quando os sujeitos no argumento estão mais claramente não relacionados como o seguinte:
Exemplo adicional de um silogismo EOO-4 inválido
Preposição E: Nenhum planeta é cão.
Preposição O: Alguns cães são animais de estimação.
Preposição O: Portanto, alguns animais de estimação não são planetas.
Explicação do Exemplo 2:
Neste exemplo nós podemos mais claramente ver que a diferença física entre um cão e um planeta não está causalmente ligada à domesticação de cães. As duas premissas são exclusivas e a conclusão subsequente não têm sentido, pois a transposição iria implicar que alguns animais de estimação são planetas.
Conclusão:
A verossimilitude da declaração final não é relevante nesta falácia. As conclusões em ambos exemplos não são controversas; no entanto, ambas são discutidas em lógica falaciosa e não se segurariam como argumentos válidos.